# Belkatsjicultuur
De Belkatsjicultuur (Russisch: Белькачинская культура) is een neolithische archeologische cultuur in Jakoetië van het 3e millennium v.Chr. Ze ontwikkelde zich uit de lokale Syalachcultuur.
De meeste gereedschappen waren gemaakt van bot (dolken, pijlpunten, speren en harpoenen, naalden). Het aardewerk bestond uit eivormige vaten versierd met touwindrukken. Bij begrafenissen werd oker gebruikt. 
De dragers van de cultuur worden geassocieerd met de sprekers van de Dené-Jenisejische talen en de voorouders van de Paleo-Eskimo's.
De cultuur werd opgevolgd door de Ymyjachtachcultuur. 